# Solar Fabrik

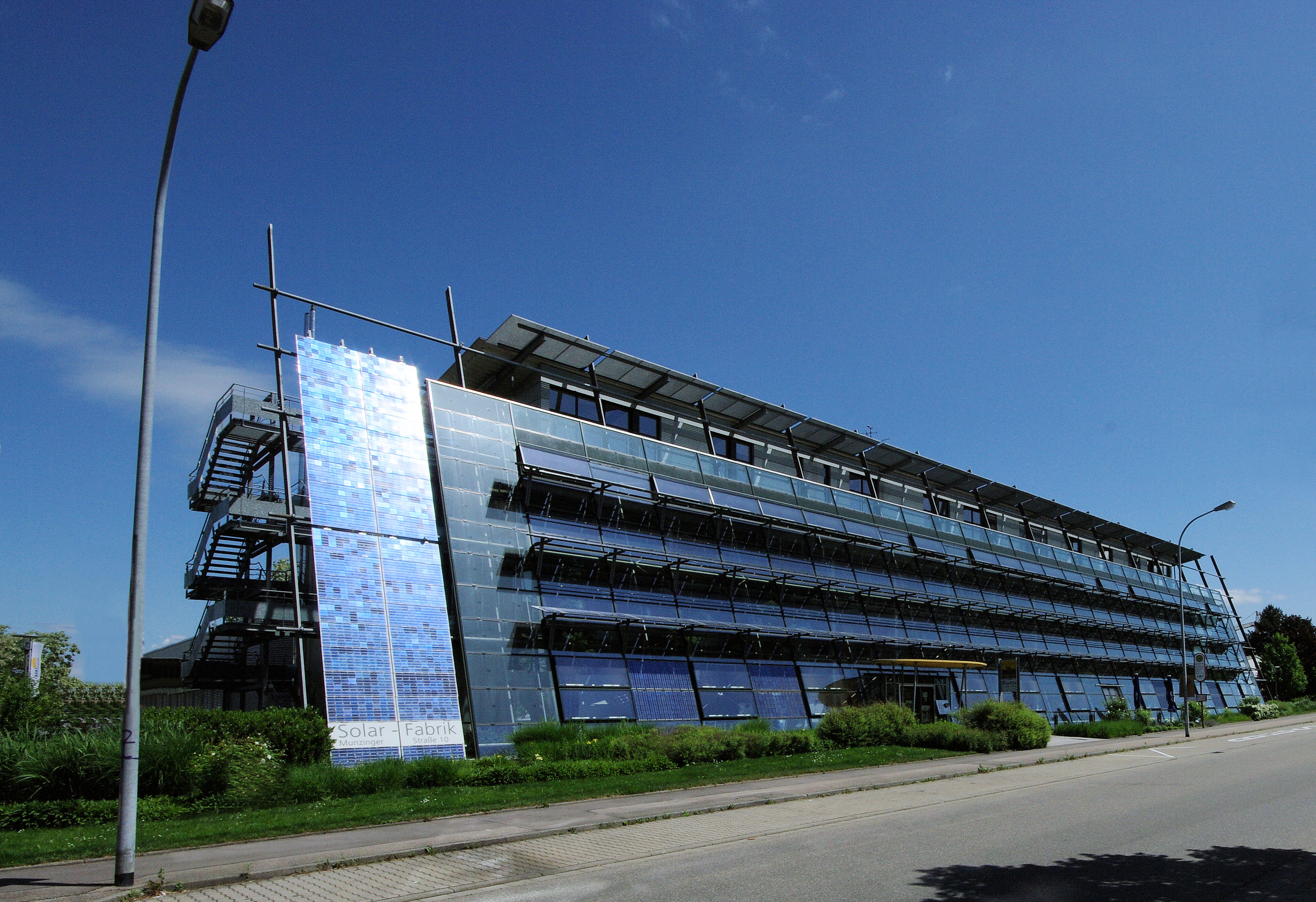
Früherer Verwaltungsbau der Solar Fabrik AG in Freiburg

Die Solar Fabrik AG mit Hauptsitz in Freiburg im Breisgau produzierte zwischen 1996/1997 und 2015 kristalline Solarstrommodule. Kunden waren Solarfachbetriebe, Großhändler und Installationspartner in mehreren europäischen Ländern.

## Geschichte
Nach der Gründung im Mai 1996 als GmbH durch den deutschen Solarpionier Georg Salvamoser produzierte die Solar Fabrik zunächst beim Kooperationspartner AstroPower (gehört heute zu General Electric) in den USA, bis im Oktober 1997 die erste eigene Fertigungsanlage für Solarmodule in Freiburg in Betrieb ging. 1999 bezog das Unternehmen das neue Firmengebäude in der Munzinger Straße, das als europaweit erste Nullemissionsfabrik bekannt wurde. Der Entwurf stammt vom Architekturbüro Rolf + Hotz. In den folgenden Jahren entwickelte sich das junge Unternehmen mit hohen Wachstumsraten. Im Juli 2002 wurde die Solarfabrik in eine Aktiengesellschaft umgewandelt, im gleichen Jahr erfolgte der Börsengang des auf ca. 100 Mitarbeiter gewachsenen Unternehmens. Ebenfalls 2002 wurde ein zweiter Produktionsstandort in Betrieb genommen.
War die Solar Fabrik zunächst ein reiner Hersteller von Solarmodulen, stand 2005 und 2006 die Erweiterung zum integrierten Solarkonzern im Vordergrund. Diese Neuausrichtung erschien notwendig, weil die Rohmaterialversorgung der gesamten Branche durch akuten Silicium-Mangel eingeschränkt wurde. Ziel war es, die gesamte Wertschöpfungskette vom Handel mit Solar-Wafern über deren Aufbereitung und Zellfertigung bis hin zur Modulfertigung abzudecken. Zu diesem Zweck kaufte Solar Fabrik im Juli 2005 das auf Wafer spezialisierte Handelshaus GEWD und sicherte sich am 1. Juli 2006 ein Drittel am Zellenhersteller SEP in Singapur. Der Anteil an diesem Unternehmen, das Wafer zu Solarzellen verarbeitet, wurde 2007 auf 90 % aufgestockt.
Im Oktober 2006 wurde der Kaufvertrag mit einer 80%igen Beteiligung an der OJAS Energy Ltd. geschlossen. OJAS besitzt als Tochterunternehmen das indische Unternehmen Poseidon, das auf die Aufbereitung von Zellen und Wafermaterial spezialisiert ist. OJAS firmierte später um zu Solar-Fabrik Silicon Services Ltd.
In den Jahren 2008 und 2009 verbesserte sich die Rohmaterialverfügbarkeit entscheidend, die Silizium- und Zellpreise sanken. Infolgedessen entschied das Unternehmen, sich wieder auf die Kernkompetenz Modulfertigung zu beschränken und gab die Geschäftsbereiche Waferhandel und Waferaufbereitung vollständig auf.
Im März 2009 wurde ein weiteres, hochautomatisiertes Werk zur Modulproduktion in Freiburg-Hochdorf eröffnet. Mit der Inbetriebnahme der dritten Produktionsstätte für Solarstrommodule erhöhte sich die Fertigungskapazität der Solar Fabrik AG auf insgesamt 130 MW. Die Kapazität wuchs im dritten Quartal 2010 auf 210 MW an. Seit Ende 2010 sind alle drei Produktionsstätten am Standort Hochdorf vereint.
Im Jahr 2010 intensivierte das Unternehmen seine Aktivitäten in Italien und Frankreich und eröffnete eine Betriebsstätte in Lyon.
Anfang des Jahres 2011 wurde die Reparaturabteilung geschlossen, was zu Diskussionen mit dem Betriebsrat führte. Zu diesem Zeitpunkt hatte das Unternehmen 320 Beschäftigte. Durch Verhandlungen wurde die Weiterbeschäftigung einiger Mitarbeiter der Abteilung in anderen Positionen erreicht, der größere Teil akzeptierte eine Abfindung, sodass Kündigungen vermieden wurden.
Im August 2011 erwarb das Unternehmen 50,01 % Anteile der SolSystems Energy GmbH, die mit Sitz in Stadtbergen, Bayern, Photovoltaikanlagen projektiert und baut.
Zum Jahresende 2011 wurde die Solarzellenproduktion bei der Tochtergesellschaft Solar Energy Power Pte. Ltd. (kurz: SEP) in Singapur eingestellt. Der Geschäftsführer der SEP und Vorstand Technik der Solar Fabrik AG, Freddy Goh, schied im April 2012 aus beiden Funktionen aus. Zum Ende April verließ Finanzvorstand Martin Friedrich das Unternehmen.
Im Juni 2013 schlossen die Solar Fabrik AG und der Photovoltaik-Großhändler BayWa r.e. Solarsysteme GmbH, ein Tochterunternehmen der BayWa r.e. renewable energy GmbH (BayWa r.e.), eine Vertriebspartnerschaft.
Im Mai 2015 begann das Insolvenzverfahren. Die Verwaltung zog an den Produktionsstandort nach Hochdorf. Von den 155 Mitarbeitern verloren 65 ihren Job. Zum 30. Juni 2015 wurde der Betrieb eingestellt.

## Verkauf des Namens und des Firmenzeichens
Im Mai 2016 wurden der Firmenname und das Firmenzeichen an einen Solarmodul-Großhändler verkauft.

## Aktie
Die Aktie ist seit dem 17. Juli 2002 im Regulierten Markt an der Frankfurter Wertpapierbörse notiert und gehörte bis zum 10. Oktober 2015 dem Transparenzsegment Prime Standard an. Zeitweise war sie im ÖkoDAX enthalten.
Größter Einzelaktionär ist mit 19,03 % der Anteile der Unternehmer Alfred T. Ritter (Schokoladenhersteller Ritter Sport), der Salvamoser bereits bei der Unternehmensgründung finanziell unterstützte und bis 5. Oktober 2010 Vorsitzender des Aufsichtsrates der Solar Fabrik war. Seit November 2010 hielt Klaus Grohe, Aufsichtsratsvorsitzender des Sanitärtechnik-Herstellers hansgrohe, knapp 6 % der Stimmrechte, ab Februar 2012 waren es 10,03 %, womit er einer der größten Einzelaktionäre wurde. Weitere maßgebliche Anteile halten die Tochter des Unternehmensgründers Maria Salvamoser mit 9,1 % und der Kaiserslauterer Unternehmer Klaus Heinrich Dienes mit 10,38 %. Der Streubesitz beträgt rund 51 %.

## Produkte
Das Unternehmen bot komplette Systemlösungen an, vom Modul über die Wechselrichter, das Montagesystem bis zur Überwachung der Energieerträge. Die Energieversorgung für die Produktion erfolgte auf der Basis regenerativer Ressourcen.
Das Produktspektrum umfasste Modultypen in verschiedenen Leistungsklassen zwischen 140 und 275 Watt peak für die Aufdach- und Indachmontage. Daneben bot die Solar Fabrik die Wechselrichter PIKO (Hersteller: Kostal Industrie Elektrik) im Leistungsbereich zwischen 3 und 10 Kilowatt (kW) unter dem eigenen Label „Solar Fabrik“ und der Bezeichnung „CONVERT“ an. Die Montagesysteme der Firma Creotecc GmbH aus Freiburg sowie ein Webportal zur Anlagenüberwachung vervollständigten das Angebot.